# Tadarida ventralis
Tadarida ventralis (Heuglin, 1861) è un pipistrello della famiglia dei Molossidi diffuso nell'Africa orientale.

## Descrizione

### Dimensioni
Pipistrello di medie dimensioni, con la lunghezza totale tra 142 e 168 mm, la lunghezza dell'avambraccio tra 60 e 67 mm, la lunghezza della coda tra 51 e 66 mm, la lunghezza delle orecchie tra 18 e 29 mm e un peso fino a 55 g.

### Aspetto
La pelliccia è corta, vellutata e talvolta lucida. Le parti dorsali sono marroni scure o bruno-rossastre con la base dei peli color crema, mentre le parti ventrali sono più chiare, con una banda centrale bianca. La superficie ventrale degli avambracci è priva di peli e biancastra, mentre quella delle zampe è brunastra. Il muso è lungo, troncato, con il labbro superiore che si estende ben oltre quello inferiore e ricoperto da diverse pliche cutanee poco distinte e da piccole setole spatolate. Le orecchie sono relativamente piccole, marroni, triangolari ed unite anteriormente alla base. Il trago è grande, rettangolare e ben visibile dietro l'antitrago il quale è basso e triangolare. Le membrane alari sono semi-trasparenti, marroni scure o nere. I piedi sono privi di cuscinetti plantari. La coda è lunga, tozza e si estende per più della metà oltre l'uropatagio. Una sacca golare è presente in entrambi i sessi, più sviluppata nei maschi e contornata da peli grigiastri.

## Biologia

### Comportamento
Si rifugia probabilmente nelle fenditure rocciose e negli edifici.

### Alimentazione
Si nutre di insetti.

### Riproduzione
Una femmina gravida è stata catturata nello Zambia orientale la metà di novembre.

## Distribuzione e habitat
Questa specie è diffusa nella Repubblica Democratica del Congo orientale, Etiopia centrale, Eritrea settentrionale, Sudan del Sud, Kenya, Tanzania settentrionale, Malawi, Zambia orientale, Mozambico occidentale e nello Zimbabwe.
Vive nelle savane alberate e nelle foreste montane fino a 1.900 metri di altitudine.

## Conservazione
La IUCN Red List, considerata la mancanza di informazioni sufficienti sull'areale, i requisiti ecologici, le minacce e lo stato di conservazione, classifica T.ventralis come specie con dati insufficienti (DD).